# Sora vitregă cea urâtă
Sora vitregă cea urâtă (în norvegiană Den Stygge Stesøsteren) este un film de groază satiric de comedie neagră din 2025, scris și regizat de Emilie Blichfeldt (la debutul ei regizoral). Filmul, cu Lea Myren, Thea Sofie Loch Næss, Ane Dahl Torp și Flo Fagerli în rolurile principale, folosind motivul basmului „Cenușăreasa”, repovestește o variantă întortocheată a Elvirei, care concurează împotriva frumoasei sale surori vitrege într-o luptă sângeroasă pentru frumusețe. A avut premiera la Festivalul de Film Sundance pe 23 ianuarie 2025, unde a deschis secțiunea Midnight.
O coproducție internațională între Norvegia, Polonia, Suedia și Danemarca, a fost prezentată în cadrul secțiunii Panorama la cea de-a 75-a ediție a Festivalului Internațional de Film de la Berlin, pe 16 februarie 2025, după premiera sa la Sundance. Filmul a fost lansat în cinematografele norvegiene pe 7 martie 2025 de Scanbox Entertainment, și a fost programat să fie lansat în cinematografe în Danemarca pe 28 mai 2025  și în Suedia pe 13 iunie 2025.

## Rezumat
O văduvă pe nume Rebekka are două fiice, Elvira și Alma, iar Otto, un văduv în vârstă, are la rândul său o fiică, Agnes. Împovărați de datorii și fiecare crezând că celălalt dispune de avere, Rebekka și Otto se căsătoresc, unindu-și familiile. Însă visurile Rebekkăi de bogăție și statut social se năruiesc în noaptea nunții, când Otto moare pe neașteptate, iar familia descoperă că acesta era, de fapt, lipsit de orice avere. Agnes, arogantă și conștientă de poziția sa superioară, le tratează cu dispreț pe mama ei vitregă și pe cele două surori vitrege. Mai mult, o critică dur pe Rebekka pentru că irosește bani pe înfrumusețarea fiicei sale, în loc să plătească pentru înmormântarea tatălui său, al cărui trup zace în descompunere. În încercarea de a salva situația financiară a familiei, Rebekka pune la cale o căsătorie între Elvira, fiica ei cea mare, și Prințul Julian. Deși Elvira visează la o viață alături de prințul superficial, Rebekka știe că fiica ei, considerată urâtă după standardele vremii, are puține șanse să-l cucerească – mai ales în competiție cu frumoasa și încrezuta Agnes.
Pentru a-i îmbunătăți aspectul fizic, Rebekka își supune fiica, pe Elvira, la o serie de operații estetice primitive și dureroase. În încercarea de a slăbi, Elvira este forțată să înghită un ou de tenie și să urmeze lecții de finisare pentru a deveni „demnă” de un prinț. Sub presiunea constantă a mamei sale, admirația inițială a Elvirei față de frumoasa și talentata sa soră vitregă, Agnes, se transformă treptat în resentiment. Elvira nu poate accepta că Agnes posedă fără efort ceea ce ea însăși se chinuie să obțină cu sacrificii.
Într-o noapte, Elvira o surprinde pe Agnes făcând sex cu Isak, un grăjdar, și o pândește pentru a-i raporta Rebekkăi. Scârbită, Rebekka o umilește pe Agnes, transformând-o în servitoare și făcând-o ținta batjocurii familiei, care începe să o numească „Cenușăreasa”.
Pe măsură ce se apropie balul regal, starea Elvirei se degradează vizibil: este malnutrită, iar părul i se desprinde în smocuri. În timpul unei probe pentru rochia de bal, vânzătorul îi oferă Elvirei o perucă și o rochie elegantă, dar devine imediat captivat de frumusețea naturală a lui Agnes, căreia îi face avansuri nepotrivite. Agnes reacționează cu dezgust, scuipând pe podea, gest pentru care Rebekka o forțează să curețe imediat.
La întoarcere, Elvira o surprinde pe Agnes purtând o rochie de bal și, orbită de furie și invidie, o distruge. În aceeași noapte, Alma trece printr-un moment de spaimă când are prima menstruație. Mai târziu, Agnes plânge la mormântul tatălui său, unde are o viziune cu mama ei biologică. Aceasta îi oferă o pereche de pantofi fermecați și o avertizează că trăsura se va transforma din nou într-un dovleac la miezul nopții. Viermii de mătase repară rochia sfâșiată a lui Agnes, pregătind-o pentru balul decisiv.
La bal, Elvira reușește să atragă atenția Prințului Julian, dar acesta este imediat captivat de sosirea misterioasei Agnes, care apare târziu și poartă un văl. Copleșită de emoții, Elvira fuge într-o cameră alăturată și vomită ouăle de tenie pe care le inghițise pentru a slăbi. Mai târziu, ambele femei se întorc acasă.
Conștientă că Agnes a uitat accidental un papuc, pe care Prințul îl va folosi pentru a identifica femeia visurilor sale, Elvira o atacă și o forțează să-i predea și celălalt pantof. Descoperind însă că picioarele ei sunt prea mari pentru papucii magici, Elvira încearcă să-și taie degetele de la picioare. Este găsită în această stare de Rebekka și Alma, iar ultima, înspăimântată, privește cum Rebekka, cu o calmă hotărâre, o sedează și finalizează „operațiunea”.
În zorii zilei, Elvira, rănită și slăbită, aude sunetul trompetelor care anunță sosirea Prințului. Încercând să se târască pe podea, cade pe o scară și își fracturează nasul, ciobindu-și și un dinte. Află astfel că Agnes și Prințul și-au găsit fericirea, iar toate eforturile ei au fost în zadar.
Învinsă, Elvira o ascultă pe Alma, ia un antidot și vomită o tenie mare. Cele două surori hotărăsc să părăsească casa mamei lor, dorind să-și câștige libertatea de sub influența ei. Între timp, Rebekka continuă să seducă un bărbat pe care l-a întâlnit la bal, ignorând complet ce s-a întâmplat cu fiicele ei.
Într-o scenă postgeneric, se dezvăluie că trupul putrezit al lui Otto rămâne în casă, neîngropat, deoarece Rebekka a neglijat să-i ofere o înmormântare și a cheltuit ultimii bani pe operațiile dureroase ale Elvirei.

## Distribuție
- Lea Myren ca Elvira
- Ane Dahl Torp ca Rebekka
- Thea Sofie Loch Næss ca Agnes
- Flo Fagerli ca Alma
- Isac Calmroth ca prințul Julian
- Malte Myrenberg Gårdinger ca Isak
- Ralph Carlsson ca Otto
- Cecilia Forss ca Sophie von Kronenberg
- Katarzyna Herman ca Madame Wandzia
- Adam Lundgren ca Dr. Esthétique
- Willy Ramnek Petri ca Frederik von Bluckfish
- Kyrre Hellum ca Jan
- Oksana Czerkasyna în rolul bucătarului
- Richard Forsgren ca steward
- Agnieszka Żulewska ca mama lui Agnes

## Producție
Scriitoarea și regizoarea Emilie Blichfeldt a început să dezvolte filmul în timpul realizării proiectului ei de teză la Școala Norvegiană de Film. Inițial, povestea o urmărea pe o femeie cu o „vulvă vorbitoare care îi spunea că este singură”, însă Blichfeldt s-a inspirat ulterior din „Cenușăreasa”, versiunea Fraților Grimm a poveștii Cenușăresei. Ea a reimaginat personajul principal ca fiind una dintre surorile vitrege care își taie degetele de la picioare pentru a încăpea în papucul de sticlă.
Regizoarea nu era familiarizată cu genul horror corporal (body horror) până în 2015, când a vizionat filmul Terapie de șoc (1996) al lui David Cronenberg. Această experiență a declanșat o explorare profundă a operei lui Cronenberg, dar și a regizorilor italieni Dario Argento și Lucio Fulci. Filmele acestora, împreună cu Raw (2016) al Juliei Ducournau, au influențat-o să utilizeze elemente de horror corporal în filmul său.
Scenariul a fost inspirat de propriile dificultăți ale Blichfeldt legate de imaginea corporală. Prin acest film, ea și-a propus să provoace atât empatie, cât și disconfort, dorind să determine publicul să reflecteze asupra percepțiilor lor despre frumusețe și asupra relației pe care o au cu aceasta.
În copilărie, Blichfeldt urmărea frecvent versiunea dublată în norvegiană a filmului Trei alune pentru Cenușăreasa, un „film de lagăr” pe care l-a considerat o influență esențială în crearea unei atmosfere „atemporale, de cândva” pentru stilul vizual al filmului Sora vitregă cea urâtă.
O altă influență, surprinzătoare de această dată, a fost regizorul polonez Walerian Borowczyk, cunoscut pentru filmele sale cu conținut erotic. Blichfeldt a rezonat cu felul în care acesta filma „corpuri naturale, frumoase” și a fost atrasă de „grotescul obraznic și senzual” care definește opera lui Borowczyk.
Filmul a fost produs de Maria Ekerhovd de la Mer Film, în coproducție cu Lizette Jonjic, Zentropa Suedia, Mariusz Włodarski, Lava Films și Theis Nørgaard, Motor, cu sprijinul Institutului Norvegian de Film, al Stimulentului Polonez pentru Producție și al Institutului Polonez de Film, al Institutului Suedez de Film, al Institutului Danez de Film, al Eurimages, al DR, al Premiului de Film al Consiliului Nordic și al Vestnorsk filmsenter. Este distribuit de Scanbox Entertainment, în timp ce drepturile de vânzare internațională aparțin Memento International.
Echipa filmului a fost formată din designerul de costume Manon Rasmussen, directorul de imagine Marcel Zyskind, editor Border Olivia Neergaard-Holm, supervizorul efectelor vizuale Peter Hjort și artistul de machiaj pentru efecte vizuale Thomas Foldberg.

## Lansare
Filmul Sora vitregă cea urâtă a avut premiera mondială pe 23 ianuarie 2025, în cadrul secțiunii Midnight a Festivalului de Film Sundance. Ulterior, a fost proiectat pe 16 februarie în secțiunea Panorama a celei de-a 75-a ediții a Festivalului Internațional de Film de la Berlin. De asemenea, filmul urmează să fie prezentat pe 16 august 2025 la cea de-a 53-a ediție a Festivalului Internațional de Film din Norvegia, unde este nominalizat la Premiul Amanda.
În decembrie 2024, Shudder – un serviciu american de streaming video la cerere specializat în filme horror – a achiziționat drepturile de distribuție pentru Sora vitregă cea urâtă în America de Nord, Regatul Unit, Australia și Noua Zeelandă. De asemenea, filmul a fost vândut de Memento către mai mulți distribuitori internaționali, printre care ESC Films, Capelight, Beta Film, Lev Cinema, ADS, Cay Films, Cine Canibal, New Select, House of M, PT Falcon, Estin Film și Vendetta Filmes.
Filmul a fost lansat în cinematografele norvegiene pe 7 martie 2025 de Scanbox și în cinematografele din SUA pe 18 aprilie 2025 de IFC Films.

## Receptare critică
Pe site-ul agregator de recenzii Rotten Tomatoes, 96% dintre cele 121 de cronici ale criticilor sunt pozitive. Consensul criticilor de pe site afirmă: „Distrugând cu ciocanul și dalta o poveste clasică, Sora vitregă cea urâtă folosește cu măiestrie sângele și subversiunea, oferind un material demn de coșmaruri.” Metacritic, care utilizează o medie ponderată, a acordat filmului un scor de 70 din 100, pe baza a 22 de recenzii ale criticilor, ceea ce indică „recenzii în general favorabile.”
Peter Bradshaw de la The Guardian a acordat filmului Sora vitregă cea urâtă trei din cinci stele, descriindu-l ca fiind „un film hiper-conștient de imaginile sexuale și patriarhale asociate cu povestea Cenușăresei, plasându-se în tradiția post-feministă a Angelei Carter”. El a remarcat că, spre deosebire de adaptarea muzical-erotică din 1977 a lui Michael Pataki, filmul Emiliei Blichfeldt evită simbolismul sexual evident al piciorului în papuc. Bradshaw a concluzionat că Blichfeldt a realizat „un debut elegant”.
Kevin Maher de la The Times a oferit de asemenea trei din cinci stele, scriind: „Este impresionant – în 30 de ani de critică de film, este pentru prima dată când a trebuit să mă întorc de la ecran de teama de a vomita.” El a precizat că nu este vorba despre o scenă sângeroasă, ci despre „un moment profund tulburător” în această reinterpretare provocatoare a Cenușăresei, prin care regizoarea norvegiană Emilie Blichfeldt își face debutul.
Peter Debruge de la Variety a comentat că „prin contrastul dintre trăirile personajelor feminine și așteptările pe care bărbații le au de la ele, Blichfeldt evidențiază faptul că standardele imposibile de frumusețe sunt printre cele mai crude constrângeri – fie în lumea reală, fie în acest regat fictiv, distorsionat”.